# Hecamede

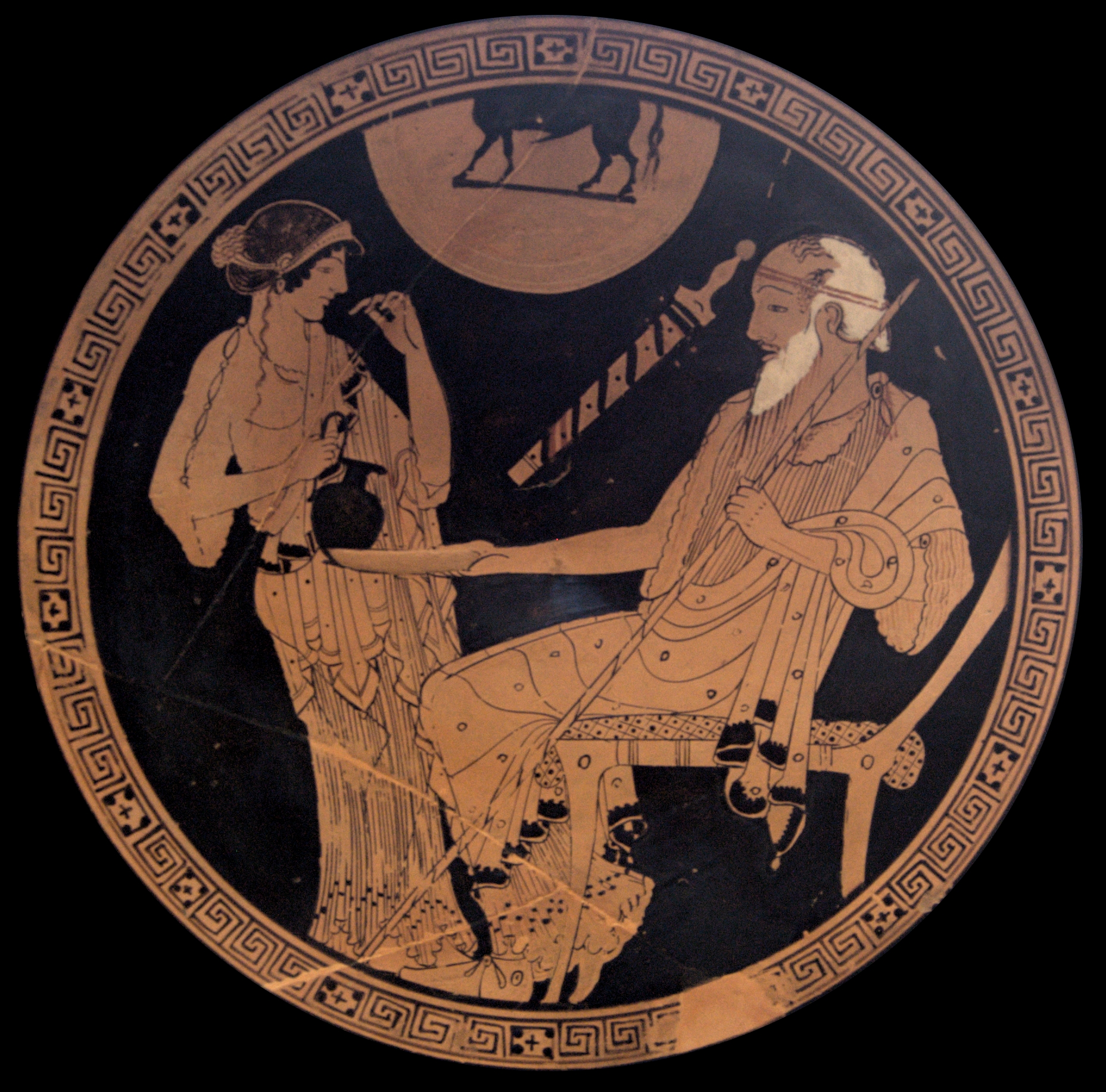
Hecamede sirviendo a Néstor (otras interpretaciones sostienen que se trata de Briseida y Fénix). Museo del Louvre.

Según se lee en la Ilíada, Hecamede fue una hija de Arsínoo capturada en la isla de Ténedos y entregada como cautiva al rey Néstor. 
En la obra de Homero, Hecamede aparece por primera vez durante el Canto XI, cuando Néstor y Macaón llegan a la tienda del primero tras la batalla que había acontecido.